# 和敬塾

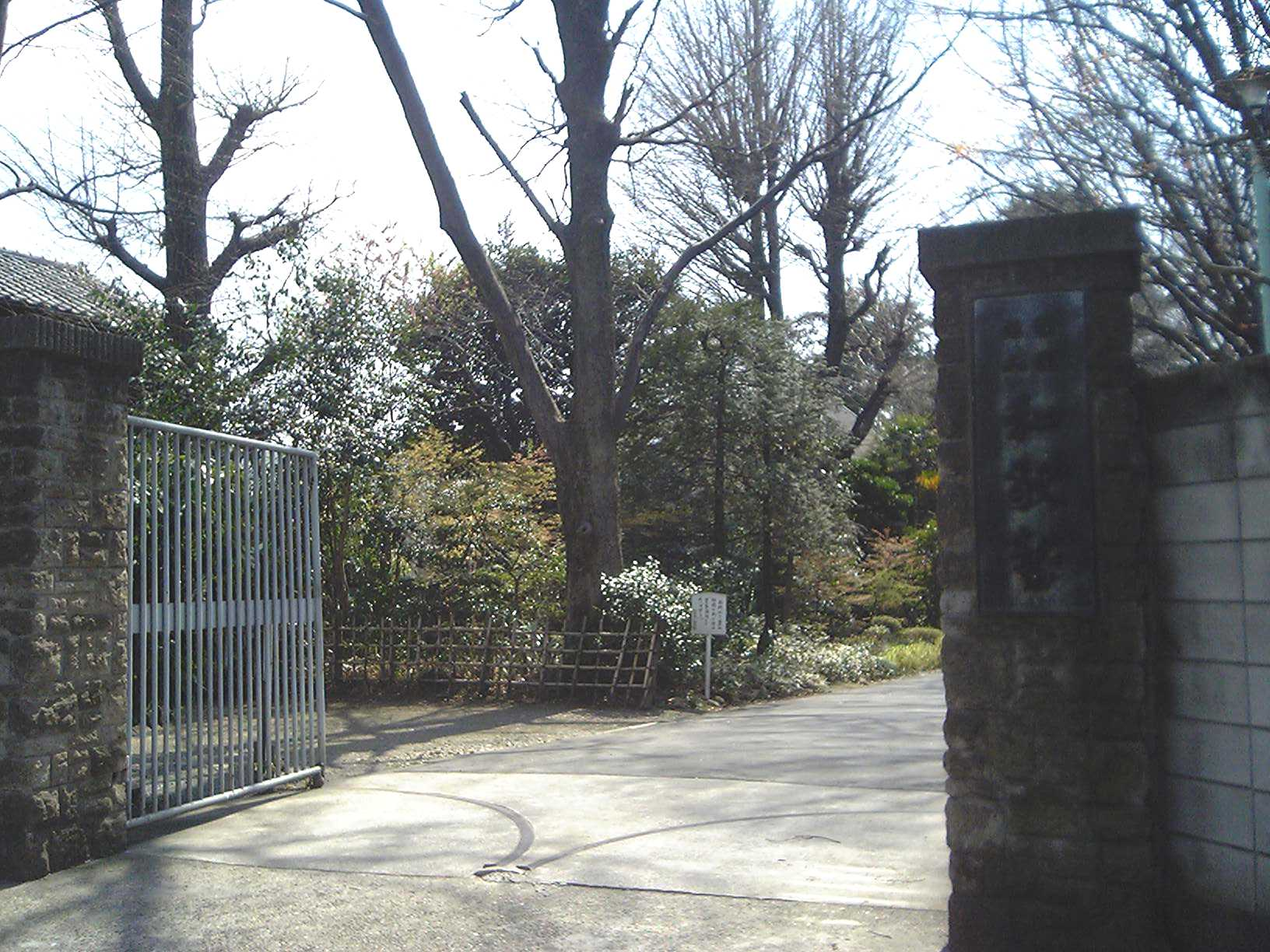
和敬塾正門

公益財団法人和敬塾（わけいじゅく）は、東京都文京区目白台にある男子の大学生・大学院生のための学生寮である。株式会社前川製作所の創業者でもある前川喜作によって、「共同生活を通じて社会人としての『知性』と『徳性』を備えた人材の育成」を趣旨とし、1955年（昭和30年）に設立された。

## 概要
和敬塾の名称は、聖徳太子の十七条の憲法の第一条「以和為貴」（和を以て貴しと為す／わをもってとうとしとなす）からとられ、「和」は「人と人との和」や「四季の自然に心から和む」こと、「敬」は「人を敬う」だけでなく「真理を敬う」ことを意味している。
国内外の様々な地域から集まった約400名の男子大学生・大学院生が共同生活を送っている。特定の大学を対象とした学生寮ではなく、塾生の在籍大学は様々で首都圏の約50大学にのぼる。目白台の閑静な文教地区に位置して南に神田川を臨み、深い緑に包まれた旧細川侯爵邸の約7,000坪の広大な敷地に、東寮・西寮・新南寮・北寮の4つの寮を有する。和敬塾は、オックスフォード大学やケンブリッジ大学の学生寮を参考にして構想されたと伝えられている。構内には、グラウンドやテニスコート、大講堂や24時間利用可能な自修室などがある学生ホール、武道場に日本家屋（和楽荘）、音楽練習場や各寮の地下ホールなどの多くの充実した施設を備えている。また、総勢約50名もの専任スタッフ（寮長を始めとする常駐の寮事務所スタッフ・管理栄養士を置く食堂スタッフ・設備メンテナンス専門の施設管理スタッフ・総合的事務を担う塾事務所スタッフ）が塾生の日常をサポートしており、和敬塾はその規模と内容から我が国最大級の男子大学生寮であると言える。
尚、敷地内には非常時にすぐ避難できるグラウンドがあり、地域の広域避難場所にも指定されている。また、災害時にも塾生が三日間生活できるだけの食料を備蓄しており、救出救命機材も塾内に整えているほか防災避難訓練も実施される。
発足時の寮は本館のみであったが、1957年（昭和32年）に南寮・西寮、1958年（昭和33年）に北寮、1997年（平成9年）には東寮が開寮している。2005年（平成17年）より大学院生と留学生のための寮である巽寮が加わり、さらに2009年（平成21年）に留学生の比率が最も高い乾寮も加わった。留学生はアメリカ・イギリス・ドイツ・フランス・オランダ・アイスランド・ブラジル、そしてアジアでは中華人民共和国や韓国や台湾など多岐に渡っている。なお、西寮と北寮は2009年に建て直されており、その後、南寮・乾寮・巽寮が統合されて新南寮となり2019年（平成31年）4月に開寮している。
塾生の教養を培い、また品位を高める教養講座が設けられている。日本の伝統文化や武道、西洋または東洋の古典輪読会や英会話教室、最新の情報技術の勉強会など様々である。剣道・居合道・柔道・空手道・直心影流法定（剣術）・中国古典輪読会・グレートブックス研究会（読書会）・茶道・棋道（囲碁）・書道・坐禅・絵画研究会・英会話教室・タッチフットボール同好会・修斗同好会（総合格闘技）・情報技術部、以上16の講座を一流の講師陣が指導に当たっている。
各界の第一人者を招聘しての講演会・シンポジウムも創立以来550回以上にのぼり、おおむね年に3・4回は開催され、塾生は大学だけでは学べない興味深い講話に耳を傾けることが出来る。大講堂前の廊下には講演者（三笠宮崇仁親王、武者小路実篤、湯川秀樹、朝永振一郎、白川英樹、広中平祐、金田一京助、今道友信、エドウィン・O・ライシャワー、マイケル・マンスフィールド、片山哲、田中角栄、中曽根康弘、細川護煕、小渕恵三、堺屋太一、呉清源、川上哲治、三船久蔵、アントン・ヘーシンク、山下泰裕、森繁久彌、永六輔、植村直己他多数）から寄せられた揮毫（親筆）が飾られている。
また1年を通して様々なイベントが開催され、参加や運営を通して塾生が学びながら互いに交流を深めている。主な行事として入塾式・創立記念塾祭・日華交流（台湾学生団来塾）・山の手一周ハイク・体育祭・予餞会がある。なかでも演劇を一からつくり上げる塾祭と、三週間に渡る寮対抗の体育祭は大きなイベントで、体育祭では野球・サッカー・テニス・バスケットボール・バレーボール・ドッジボール競技・卓球・水泳・3000メートル走・剣道・柔道・相撲・綱引き … など、約20もの種目で各寮の塾生がプライドを懸けて競い合い、最後を飾る騎馬戦に至るまで大きな盛り上がりを見せる。
※追記　和敬塾には、在塾生を対象にした奨学金制度（無利子での貸与）が設けられている。 前川喜作の個人による拠出基金であるため「前川奨学金」と呼ばれている。貸与金額は月額30,000円または60,000円。返済に関しては貸与終了の1年1ヶ月後から、毎月に月額貸与金額の2分の1ずつ。審査については、書類選考ならびに常勤理事による面接が行われる。
（和敬塾HP、和敬塾塾友会HP、和敬塾HP 和敬塾講演会ライブラリー、『和敬塾 五十年の歩みとこれから』私家版、上坂冬子著『教育の忘れもの－東京の学生寮・和敬塾』集英社刊より）

## 出身者
- 加藤隆俊 - 元IMF（国際通貨基金）副専務理事。南寮出身。
- 石田寛人 - 元科学技術事務次官。公益財団法人原子力安全技術センター会長。北寮出身。
- 下荒地修二 - 元駐パナマ特命全権大使。元駐ベネズエラ特命全権大使。南寮出身。
- 児玉文雄 - 元東京大学先端科学技術研究センター教授。東京大学名誉教授。北寮出身。
- 北岡伸一 - 元国連次席大使。国際協力機構（JICA）理事長。東京大学名誉教授。南寮出身。
- 田村重信 - 元自由民主党政務調査会調査役。拓殖大学桂太郎塾名誉フェロー。西寮出身。
- 吉田治 - 元国土交通副大臣。国民民主党大阪府連副代表・常任幹事。北寮出身。
- 隅修三 - 東京海上日動火災保険株式会社相談役。日本経済団体連合会副会長。北寮出身。
- 江頭重志 - 東京海上日動ファシリティーズ株式会社代表取締役社長。西寮出身。
- 高野英一 - タカノフーズ株式会社取締役会長。北寮出身。
- 上條努 - サッポロホールディングス株式会社取締役会長。北寮出身。
- 高松富博 - ダイドーグループホールディングス株式会社取締役会長。北寮出身。
- 島田紘一郎 - 元日本化薬株式会社代表取締役社長。北寮出身。
- 河村敏介 - 元日本スピンドル製造株式会社代表取締役社長。一般社団法人関西BNCT医療センター理事。北寮出身。
- 木俣正剛 - 元株式会社文藝春秋常務取締役。（『週刊文春』『文藝春秋』の両誌で編集長を経て常務）西寮出身。
- 吉崎敏文 - 日本電気株式会社（NEC）執行役員。（IBMでは人工知能『ワトソン』の事業責任者を務めた）北寮出身。
- 岡本彰夫 - 元春日大社権宮司。奈良県立大学客員教授。北寮出身。
- 平岡宏一 - 学校法人清風学園専務理事。清風中学校・高等学校校長。南寮出身。
- 早川信夫 - 元NHK解説委員。西寮出身。
- 日下田紀三 - 元NHKカメラマン。屋久杉自然館館長。西寮出身。
- 広河隆一 - フォトジャーナリスト、戦場カメラマン、政治活動家。南寮出身。
- 齊藤一郎 - オーケストラ指揮者。京都フィルハーモニー室内合奏団音楽監督。西寮出身。
- 吉村剛史 - ジャーナリスト。The News Lens JAPAN編集長。東海大学非常勤講師。元産経新聞台北支局長・岡山支局長・広島総局長・編集委員。西寮出身。
- 村上春樹 - 小説家。西寮出身（大学1年生の途中で退寮）。

## 和敬塾本館（旧細川侯爵邸）について
和敬塾本館（旧細川侯爵邸）は、細川家第16代細川護立侯（元首相細川護煕の祖父）により建てられた昭和初期の代表的華族邸宅である。平成10年（1998年）3月13日に東京都有形文化財に指定されている。関東大震災後の昭和7年（1932年）に建物の設計を大森（茂）建築事務所に、施工を大林組に依頼し、昭和11年（1936年）12月に竣工した。旧細川侯爵邸は邸宅だけでなく、庭園自体も有形文化財に指定されている程、非常に価値のある庭園を持つ。昭和30年（1955年）、前川喜作が和敬塾を設立した際、邸宅を含む敷地約7000坪を細川家より購入した。和敬塾は、本館を塾生（寮生）の教養講座の活動の場として活用し、また識者を招聘しての講演会・シンポジウムの開催など、塾生の知育・徳育の場として積極的に活用をすすめながらも文化財として大切に保存している。また、最近では結婚式の会場に使われることもあり、さらに映画やドラマ撮影のロケにも使われることもある。一般公開は不定期に実施されている。尚、新江戸川公園（現 肥後細川庭園）・永青文庫もかつては細川侯爵邸の敷地内にあった。
※所在地：東京都文京区目白台1-21-2
※構造及び形式：鉄筋コンクリート造、地上3階・地下1階建、1階面積約585.82㎡、延床面積  約1863.59㎡、建築面積　8648.2㎡、銅板段葺及び陸屋根

## 主な撮影
- 恋愛小説
- やまとなでしこ
- 役者魂!
- おいしいプロポーズ
- 富豪刑事デラックス
- 夜王
- 銭ゲバ
- JIN-仁-
- ノルウェイの森
- デカワンコ
- JIN-仁- 完結編
- 全開ガール
- ゴッドハンド輝
- 炎神戦隊ゴーオンジャー
- 女王蜂
- 仮面ライダーカブト
- エースをねらえ!
- 仔犬のワルツ
- 特捜戦隊デカレンジャー
- マンハッタンラブストーリー
- 美少女戦士セーラームーン
- ネバーランド
- 仮面ライダーアギト
- 螺鈿迷宮
- 牙狼シリーズ
- 戦国★男士
- わたしを離さないで
- 櫻子さんの足下には死体が埋まっている
- 貴族探偵
- 大女優殺人事件 (2018年のテレビドラマ)
- コンフィデンスマンJP
- 危険なビーナス
- 日本沈没-希望のひと-
- 元彼の遺言状
- やんごとなき一族
- ミワさんなりすます